# Бертельс, Евгений Эдуардович
Евге́ний Эдуа́рдович Берте́льс (13 (25) декабря 1890, Санкт-Петербург — 7 октября 1957, Москва) — советский востоковед (иранист и тюрколог), профессор ЛГУ, член-корреспондент АН СССР (1939), член-корреспондент Иранской АН (1944), Туркменской АН (1951), Арабской АН в Дамаске (1955). После Великой Отечественной войны жил в Москве. Один из авторов «Литературной энциклопедии» и первого издания «Энциклопедии ислама».

## Биография
Родился в дворянской семье датского происхождения. В 1914 году окончил юридический факультет Петроградского университета, а в 1920 году — факультет восточных языков (кафедра иранской филологии) там же. Работал в Азиатском музее АН СССР (позднее Ленинградское отделение Института востоковедения), с 1928 года — профессор ЛГУ.
Трижды арестовывался в Петрограде — Ленинграде, каждый раз — ненадолго: в октябре 1922, в 1925 — как «французский шпион», в 1941 — как «немецкий».
После второго ареста был принуждён к сотрудничеству с ОГПУ, писал доносы на коллег, служившие основанием для репрессий. Один из основных свидетелей по делу А. Н. Генко.
В 1947 году осуществил критическое издание текста поэм Низами Гянджеви «Шараф-наме» и «Икбал-наме». Также возглавлял коллективную текстологическую работу по подготовке критического издания «Шахнаме» Фирдоуси.
Супруга — Вера Васильевна (1892—1969). Сыновья Дмитрий (1917—2005) и Андрей (1928—1995) — также востоковеды.

## Труды
- Бехаит об истории бехаизма // Восток. Журнал литературы, науки и искусства. Книга пятая. — М.; Пб.: Всемирная литература, 1925. — С. 202—207.
- Толкование Абд-ур Рахмана Джами на приписываемые ему четверостишия // Записки Коллегии Востоковедов при Азиатском Музее Российской Академии Наук. Том I. — Л.: РАН, Главнаука, Госиздат, 1925. — С. 19—46.
- Грамматика персидского языка. — Л., 1926. — 127 с.
- Строй языка пушту (афганский). — Л., 1936. — 32 с. (Научно-исслед. инт языкознания Ленингр. инта истории, философии, лингвистики и литры (ЛИФЛИ). — Серия «Строй языков» / под общ. ред. А. П. Рифтина, вып. 4).
- Абдуррахман Джами и его дружба с Навои // Известия Академии наук СССР. Отделение литературы и языка. — М., 1947. — Т. 6. — Вып. 6 (ноябрь-декабрь). — С. 463—474.
- Краткие сведения об афганском языке, его фонетике и письме.— В кн.: Зудин П. Б. Краткий афганско-русский словарь. — М., 1950 — С. 560—568.
- Заметки по поэтической терминологии персидских суфиев. — М.: Главная редакция восточной литературы, 1965.
- Великий азербайджанский поэт Низами. — Баку: АзФАН, 1940.
- Махтум-Кули о художественном творчестве // Совет Эдебиети. — Ашхабад, 1944. — № 7. — С. 128—138.
- Неджеф-оглан, туркменский роман о поэте // Белек [дар] С. E. Малову. — Фрунзе, 1946.
- Роман об Александре и его главные версии на Востоке. — М. — Л.: Изд-во АН СССР, 1948.
- Джами. [1414—1492]: Эпоха, жизнь, творчество / Е. Э. Бертельс; Под общ. ред. акад. Е. Н. Павловского; Тадж. филиал Акад. наук СССР. Ин-т истории, языка и литературы. — Сталинабад: Таджикгосиздат, 1949 (Полиграфкомбинат). — 175 с.
- Избранные труды. — М.: Издательство «Наука», 1960, 1962, 1965, 1988.

### Переводы
- Феридеддин Аттар. Книга о соловье / Перевод с персидского Е. Бертельса, вступительная заметка Е. Б. // Восток. Журнал литературы, науки и искусства. Книга вторая. — М.; Пб.: Всемирная литература, 1923. — С. 5—18.
- Низами. Семь портретов. Новелла / Перев. с персидского Е. Бертельса // Восток. Журнал литературы, науки и искусства. Книга третья. — М.; Пб.: Всемирная литература, 1923. — С. 14—25.
- Сезаи. Кючюк шейлер. Новеллы / Перев. с турецкого Е. Бертельса // Восток. Журнал литературы, науки и искусства. Книга третья. — М.; Пб.: Всемирная литература, 1923. — С. 83—93.
- Отрывки из Авесты / Перев. с языка Авесты Е. Бертельса // Восток. Журнал литературы, науки и искусства. Книга четвёртая. — М.; Пб.: Всемирная литература, 1924. — С. 3—11.
- Бертельс Е. Э. Бахтиар-наме. — Ленинград, 1926. — 96 с.

## Награды и премии
- орден Ленина (27.03.1954)
- орден Трудового Красного Знамени
- медаль
- Сталинская премия второй степени (1948) — за научно-критический текст «„Шараф-наме“ Низами Гянджеви» (1947)